# وزیر ایالت (دولت ایالتی ایالات متحده آمریکا)

وابستگی حزبی وزیران کنونی ایالت‌ها:
دموکرات (۲۲)
جمهوری‌خواه (۲۶)
مترقی جدید (۱)
این مقام را ندارد (۷)

وزیر ایالت (به انگلیسی: Secretary of state) یک مقام رسمی در دولت‌های ایالتی ۴۷ ایالت از ۵۰ ایالت ایالات متحده و همچنین پورتوریکو و سایر سرزمین‌های ایالات متحده است. در ماساچوست، پنسیلوانیا و ویرجینیا، این مقام را وزیر مشترک‌المنافع (به انگلیسی: secretary of the commonwealth) می‌نامند. در ایالت‌هایی که چنین مقامی دارند، وزیر ایالت در واقع متصدی ارشد اداری ایالت است و اغلب مسئولیت نگهداری سوابق مهم ایالتی را بر عهده دارد. در ایالت‌های آلاسکا، هاوایی و یوتا وزیر ایالت وجود ندارد. در این ایالت‌ها بسیاری از وظایفی که یک وزیر ایالت به‌طور معمول انجام می‌دهد در حوزه وظایف معاون فرماندار قرار می‌گیرد. همانند معاون فرماندار، در اکثر ایالت‌ها، وزیر ایالت در صف جانشینی فرماندار قرار دارد و در بیشتر موارد بلافاصله پشت سر معاون فرماندار قرار می‌گیرد. در سه ایالت بدون فرماندار (آریزونا، اورگن و وایومینگ) و همچنین در قلمرو ایالات متحده در پورتوریکو، وزیر ایالت در صورت خالی شدن پست فرمانداری در ردیف اول جانشینی قرار دارد.
در حال حاضر، در ۳۵ ایالت، وزیر ایالت برای یک دورهٔ معمولاً چهار ساله در انتخابات برگزیده می‌شود. در برخی ایالات دیگر، وزیر ایالت توسط فرماندار با تأیید سنای ایالت منصوب می‌شود. فلوریدا، اکلاهاما، تگزاس و ویرجینیا از جمله ایالت‌هایی هستند که به این شکل عمل می‌کنند. در سه ایالت، وزیر ایالت توسط قوه مقننه ایالتی انتخاب می‌شود. مجمع عمومی تنسی در یک کنوانسیون مشترک برای انتخاب وزیر ایالت برای یک دوره چهار ساله، و مجلس قانونگذاری مین و دادگاه عمومی نیوهمپشایر نیز وزیران ایالت خود را برای دوره‌های دوساله انتخاب می‌کنند. طولانی‌ترین دورهٔ وزارت ایالت در تاریخ، متعلق به تاد ای. یور از کارولینای شمالی بود که از سال ۱۹۳۶ تا ۱۹۸۹ این سمت را برعهده داشت.

## وظایف
وظایف واقعی یک وزیر ایالت، از ایالت به ایالت دیگر بسیار متفاوت است. در اکثر ایالت‌ها، پست وزیر ایالت مخلوق پیش‌نویس اصلی قانون اساسی ایالتی است. با این حال، در بسیاری از موارد به موجب اساسنامه یا دستور اجرایی، مسئولیت‌هایی به وظایف وزیر ایالت اضافه شده است.

### وظایف در اکثر ایالت‌ها
رایج‌ترین و مسلماً مهم‌ترین وظیفه‌ای که توسط وزیران ایالات انجام می‌شود، خدمت به عنوان مقام ارشد انتخابات ایالت است (اگرچه بسیاری از ایالت‌ها ناظران انتخابات نیز دارند که معمولاً مقامات منتخب شهرستان‌ها هستند). در ۳۸ ایالت، مسئولیت نهایی برای برگزاری انتخابات، از جمله اجرای قوانین، نظارت بر مقررات مالی و ایجاد رویه‌های روز انتخابات بر عهده وزیر ایالت است. آلاسکا، دلاور، هاوایی، ایلینوی، مریلند، نیویورک، کارولینای شمالی، اوکلاهما، کارولینای جنوبی، یوتا، ویرجینیا و ویسکانسین استثنا هستند.
فلوریدا نیز یکی از ایالاتی است که وزیر ایالت در آن مسئول برگزاری انتخابات است و به همین خاطر، در طی بازشماری انتخابات فلوریدا در سال ۲۰۰۰، کاترین هریس، وزیر ایالت فلوریدا، یکی از معدود وزیران ایالتی شد که در سطح ملی شناخته می‌شود.
در اکثریت قریب به اتفاق ایالت‌ها، وزیر ایالت مسئول اجرای قانون تجارت یکنواخت است، قانونی که اجرای یکسان قراردادها و رویه‌های تجاری را در سراسر ایالات متحده، از جمله ثبت حق مالکیت شخصی را فراهم می‌کند. همزمان با این وظیفه، در اکثر ایالت‌ها، وزیر ایالت مسئول ثبت علائم تجاری دولتی و چارتر کردن کسب‌وکارهایی (معمولاً شامل شراکت‌ها و شرکت‌های بزرگ) است که مایل به فعالیت در ایالت خود هستند. بر این اساس، در اکثر ایالت‌ها، وزیر ایالت وظیفهٔ نگهداری تمامی سوابق مربوط به فعالیت‌های تجاری در داخل ایالت را نیز بر عهده دارد. در برخی از ایالت‌ها، وزیر ایالت دارای اختیارات نظارتی بیشتری است.
علاوه بر سوابق تجاری، دفتر وزیر ایالت در اکثر ایالت‌ها مخزن اولیه سوابق رسمی است. این شامل نسخه‌های رسمی اسناد ایالتی از جمله نسخه رسمی قانون اساسی ایالتی (و در دلاور، نسخه دولتی از منشور حقوق ایالات متحده) و نسخه‌های رسمی از قوانین تصویب شده می‌شود. فرمان‌های اجرایی صادر شده از سوی فرماندار و مقررات و تفاسیر قوانین صادره از سوی سازمان‌های نظارتی ایالتی نیز از دیگر موارد هستند. در حداقل ۶ ایالت، اختیار ثبت سوابق شامل اعمال مدنی مانند ازدواج، گواهی تولد و احکام فرزندخواندگی و طلاق نیز می‌شود. دربسیاری از ایالت‌ها نگهداری سوابق مربوط معاملات و مالکیت زمین‌ها نیز بر عهدهٔ وزیر ایالت است.
حداقل در ۳۵ ایالت، وزیر ایالت مسئولیت اداره دفترهای اسناد رسمی را نیز بر عهده دارد و تقریباً همه ایالت‌ها نیز تعیین می‌کنند که وزیر ایالت باید "نگهبان مهر بزرگ " دولت باشد. این امر مستلزم آن است که وزیر تصمیم بگیرد که مهر دولتی در کجا قرار بگیرد، خواه بر روی قوانین، قراردادهای دولتی یا سایر اسناد رسمی باشد.
آن ایالت‌هایی که برنامه‌های محرمانگی آدرس دارند، اغلب وزیر ایالت را مسئول اداره آن می‌کنند.